# Post-Telekom-Sportverein Aachen
Der Post-Telekom-Sportverein 1925 Aachen e.V., kurz PTSV Aachen,  ist ein als Postsportverein 1925 Aachen e.V.  gegründeter Mehrspartensportverein mit Sitz im Sportpark Soers in Aachen. Sein Aushängeschild ist die Frauenvolleyball-Mannschaft der Ladies in Black Aachen.

## Geschichte

Aufstieg der zweiten Fußballmannschaft

Internationales D-Jugend Fußballturnier beim Post SV Aachen (1974)

Der Postsportverein wurde als Selbsthilfeeinrichtung der Beschäftigten der Deutschen Reichspost im Jahre 1925 in Aachen gegründet und gehört damit nach dem Post SV Berlin zu den ältesten Postsportvereinen in Deutschland. Die Geschäftsstelle befand sich auf dem Gelände der Hauptpost in Aachen und die Vereinsfarben des Postsportvereins waren blau/gelb.
Die Post erwarb einen Teil des alten Landguts Tivoli am früheren Sandkaulsteinweg 205, der heutigen Krefelder Straße (B57). Dieses Gelände wurde zuvor durch den Fußballverein Alemannia Aachen genutzt. In dieser Zeit gab es die Gaststätte Groß Tivoli auf dem Landgut die dem Verein auch als Vereinsheim diente. Neben dem bereits vorhandenen Fußballplatz (Rasen) wurde noch ein Aschenplatz und Sandplätze sowie Umkleidekabinen mit einer Fitnesshalle angelegt. Der Fußball-Aschenplatz sowie die Tennis-Sandplätze bekamen jeweils eine Flutlichtanlage.
Durch den 4-streifigen Ausbau der Krefelder Straße in den 1970er Jahren musste das alte Vereinsheim weichen und es wurde ein neues Gebäude mit Gaststätte, einem Saal, Umkleidekabinen für die Tennisabteilung, eine Budōhalle für die im Oktober 1973 gegründete Budoabteilung sowie ein Parkplatz errichtet. Außerdem wurden noch Tennisplätze mit Kunststoffbelag angelegt. Zusätzlich bekam der Verein noch ein kleines Waldstück des alten Landgutes von der Stadt. Hier wurde ein Trimm-dich-Pfad angelegt, der jedoch mangels Interesse nach einigen Jahren verwaiste. Heute befindet sich hier der Hauptsitz des Energieversorgungsunternehmens Trianel. Der Mehrspartenverein war zu dieser Zeit der mitgliederstärkste Verein in Aachen unter anderem mit den Sportarten Boxen, Judo, Ju-Jutsu, Schach, Schwimmen, Tennis und Fußball.
Die Fußballabteilung gibt es heute nicht mehr, obwohl besonders in der zweiten Hälfte der 1970er Jahre einige Erfolge zu verzeichnen waren. Hervorzuheben sind die internationalen Jugendfußballturniere mit Mannschaften aus fünf europäischen Ländern, die vom damaligen Präsidenten des Fußball-Verbands Mittelrhein und späteren DFB-Präsidenten  Egidius Braun genehmigt und besucht wurde, sowie die deutsch-französische-Fußballfreundschaft mit dem FC Soisy-Andilly-Margency aus Soisy-sous-Montmorency, einem Vorort von Paris, und die deutsch-englische-Fußballfreundschaft mit der Lincs Schools F.A. aus der ostenglischen Grafschaft Lincolnshire. Außerdem gab es Einladungen zu den Pfingstturnieren beim Post SV Blau-Gelb Wilhelmshaven e.V. und Post-Sportverein Wuppertal 1929 e.V. sowie Post Sportverein Bonn 1926 e.V.
Der Vereinsvorstand unter dem Vorsitzenden Leo Jansen favorisierte damals den aufkommenden Tennissport und stellte diesem immer mehr Infrastruktur zur Verfügung. Es folgte in den 1980er Jahren der Bau einer Tennishalle an der Krefelder Straße. In den Tennis-Wettbewerben konnte sich der Verein jedoch nie gegen die Vereine TK Kurhaus Aachen und TK Blau-Weiss Aachen behaupten.
Ebenso boxten in dieser Zeit Klaus Gallwe und Mario Guedes als Amateure für den Postsportverein. Guedes wurde Mittelrheinischer Meister im Superschwergewicht und Gallwe im Jahr 1983 Deutscher Meister im Schwergewicht. Im Folgejahr wechselte er ins Profilager, Guedes machte diesen Schritt 1985. Die Schwimmer trainierten damals in der Schwimmhalle Süd im Stadtteil Burtscheid.

### 1990 bis heute

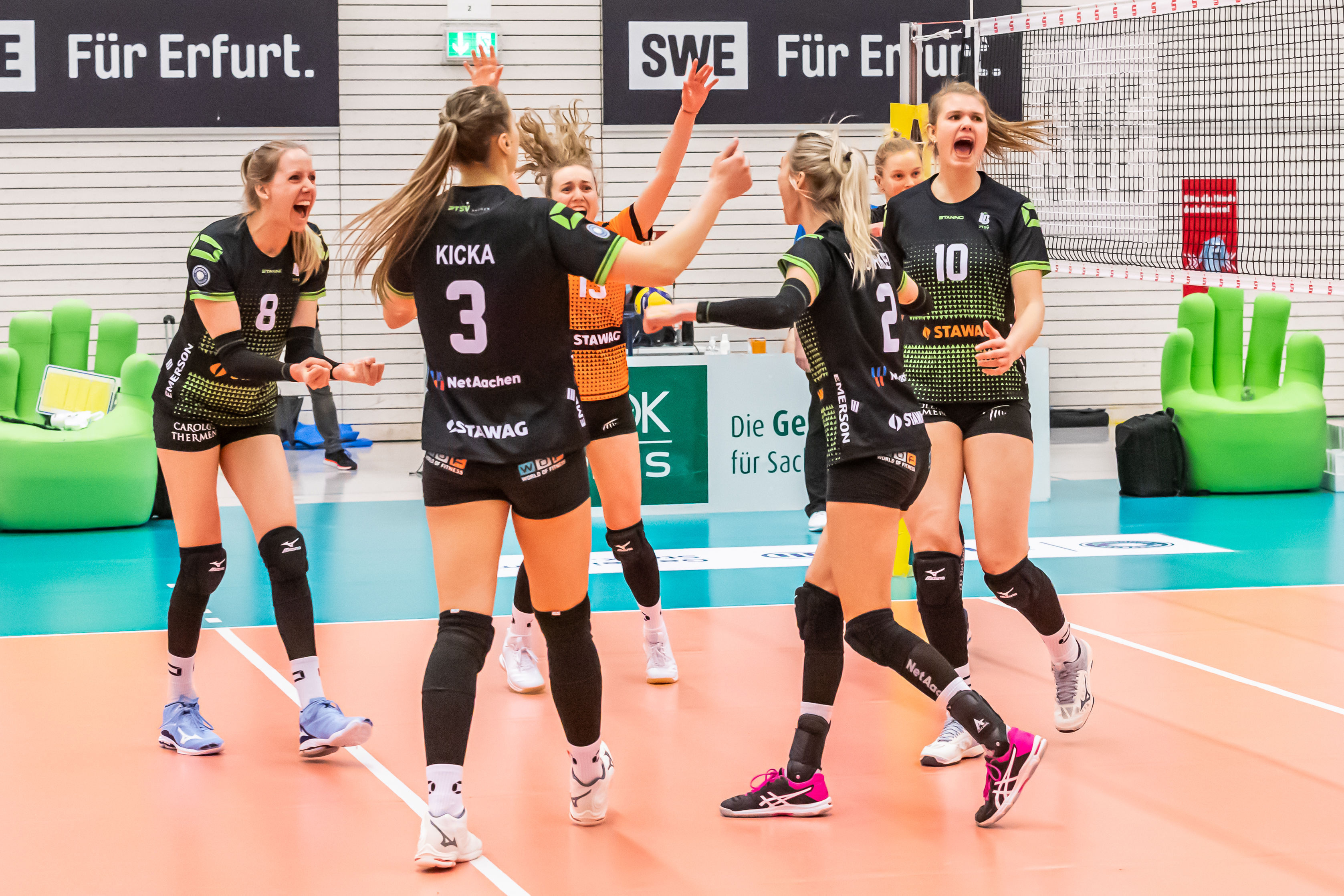
Ladies in Black bei Schwarz-Weiss Erfurt (2021)

In den 1990er Jahren wurde der Postsportverein 1925 Aachen e.V. durch die Privatisierung der Deutschen Bundespost in Post-Telekom-Sportverein 1925 Aachen e.V. umbenannt.
Mit dem Bau des neuen Fußballstadions Tivoli bekam der PTSV im Jahr 2007 ein Ersatzgrundstück am Eulersweg 15 gegenüber der JVA Aachen.
Der ehemalige deutsche Profiboxer im Halbschwergewicht, Achim John ist Cheftrainer der Boxabteilung. Der Box-Gym des PTSV befindet sich im ehemaligen Hauptgebäude der Rheinischen Nadelfabrik, Reichsweg 19-42 , im Ostviertel. Hier sind auch das Stadtarchiv Aachen, die Geschäftsstelle des Stadtsportbundes Aachen und das kommunale Integrationszentrum Aachen sowie mehrere sozialpädagogisch ausgerichtete Vereine und Institutionen untergebracht.
Im Jahr 2013 schloss sich die Volleyballabteilung der Alemannia dem PTSV an, deren 1. Frauenmannschaft, die „Ladies in Black“, seit 2008 in der 1. Bundesliga spielt. Da die Sporthalle AC1 Neuköllner Straße den Auflagen der Volleyball-Bundesliga nicht entspricht, plante der PTSV in Zusammenarbeit mit dem ALRV eine Multifunktionshalle auf dem Gelände des ehemaligen Polizeipräsidiums neben dem Vereinsgelände im Sportpark Soers zu errichten. Dieses Projekt wurde jedoch bisher nicht umgesetzt. Darüber hinaus spielen die zweite Frauenmannschaft als PTSV II derzeit (2021) in der Regionalliga West und die erste Männermannschaft in der Dritten Liga West.
Heute hat der Post-Telekom-Sportverein 18 Abteilungen mit ca. 3600 Mitgliedern und ist damit einer der größten Vereine der Region. Am 22. Juni 2020 schied der Vorsitzende Frank Schidlowski nach 22 Jahren aus dem Vorstand aus, da er nicht mehr zur Wahl antrat. Neuer Vorsitzender ist Walter Halmes.
Anfang März 2023 berichtete die Aachener Zeitung vom Betreiberwechsel des Bistro am Eulersweg. Der Vertrag mit dem bisherigen „Bistrorant K1“ wurde nach neun Jahren nicht mehr verlängert. Am 23. Juni 2023 wird der in Alsdorf beheimatete „Mundschenk“ sein neues Lokal beim PTSV eröffnen.